# Yann Bidonga
Yann Bidonga (* 20. März 1979 in Bakoumba) ist ein ehemaliger gabunischer Fußballtorhüter.

## Karriere

### Klub
Er spielte in seiner gesamten Karriere beim AS Mangasport und gewann mit diesem auch mehrere Meisterschaften sowie Pokale und nahm auch an der CAF Champions League teil.

### Nationalmannschaft
Er erhielt von 2001 bis 2013 einige Einsätze in der A-Nationalmannschaft. Unter anderem stand er im Kader des Afrika-Cup 2012, erhielt während der vier Partien der Vorrunde jedoch keinen Einsatz.